# The End (пісня The Doors)
«The End» (укр. Кінець) — пісня групи The Doors, завершальна у дебютному альбомі.

## Про композицію
За словами учасників групи, ця композиція замислювалася як звичайна прощальна пісня після розставання Джима Моррісона з його дівчиною Мері Вербелоу (Mary Werbelow). В ході творчого процесу, однак, вона поступово ускладнювалася і видозмінювалася, обростаючи універсальними образами.
Пісня входить до списку п'ятисот найкращих за версією журналу Rolling Stone (№ 328); гітарне соло пісні займає 93 місце в списку 100 кращих гітарних соло за версією журналу Guitar World.
Альбомна версія складається з двох склеєних частин (що підтверджує Манзарек, а також Брюс Ботнік — інженер звукозапису). Друга, що з'явилася пізніше, «Едіпова» частина додана до першої безпосередньо зі слів «The killer awoke before dawn», що можна виявити по зміні звуку при уважному прослуховуванні. Композиція записувалася на ранок після чергового «угару» Моррісона, можливо, ще під впливом наркотиків. Підцензурне в той час «fuck you» в «едіповій» частині Моррісон замінив муканням.
В Pop Chronicles згадується, що критика знайшла пісню «софокловою і джойсеанською».

## Концертні версії
- березень 1967 (13:54), випущена на Live at the Matrix
- 5 липня 1968, Los Angeles Hollywood Bowl (15:42), випущена на In Concert
- 17 січня 1970, New York, Show 2 (17:46), випущена на Live in New York
- 8 травня 1970, Cobo Arena, Detroit (17:35), випущена на Live in Detroit
- 6 червня 1970, Pacific Coliseum, Vancouver BC, Canada (17:58), випущена на Live in Vancouver 1970

## Використання
- Пісня була записана авангардною співачкою Ніко для її альбому The End…, що вийшов в 1974 році. Після близького знайомства з Моррісоном, починаючи з 1967 року і до кінця життя, ця композиція виконувалась нею на концертах.
- Пісня звучить у фільмі Френсіса Форда Копполи «Апокаліпсис сьогодні» (англ. Apocalypse Now, 1979) на початку фільму і в сцені вбивства Куртца. В останньому випадку можна чітко розібрати нецензурні вигуки, які були ретельно завуальовані в первісній альбомній версії[5]. Використання пісні у фільмі спричинило за собою її цитування у багатьох пародіях на фільм (наприклад, в епізоді «Сімпсонів» Hello Gutter, Hello Fadder) і саму пісню (в епізоді «Бешкетних анімашок»), а також у промо епізоду серіалу Lost «What They Died For», в сексуальній сцені фільму «Хто стукає в мої двері?», у фільмі «Дорз» і так далі.